# Rahijan
Rahijan (em persa: راحيجان, romanizada como Rāḩījān; também conhecida como Rāḩejān) é uma aldeia do distrito rural de Kisom, situada no distrito central de Astaneh-ye Ashrafiyeh, na província de Gilan, no Irã. No censo de 2006, sua população era de 50, em 15 famílias.